# Haploperla maritima
Haploperla maritima är en bäcksländeart som beskrevs av Zhiltzova och Levanidova 1978. Haploperla maritima ingår i släktet Haploperla och familjen blekbäcksländor. Inga underarter finns listade i Catalogue of Life.